# 방경각외전
방경각외전은 조선의 실학자 박지원의 문집 《연암집》 권8에 실려있는 단편소설집이다. 떠돌이 거지, 몰락한 무반, 농부 따위 이름 없는 하층민을 주요 대상으로 삼았다. 아홉 편 가운데 〈봉산학자전〉과 〈역학대도전〉 두 편은 박지원 스스로 없애 버려 〈양반전〉, 〈광문자전〉, 〈예덕선생전〉, 〈김신선전〉, 〈마장전〉, 〈민옹전〉, 〈우상전〉의 일곱 편만 남아 전하는데, 이 중 〈우상전〉은 〈봉산학자전〉과 〈역학대도전〉을 없애는 과정에서 함께 소실되어 미완의 상태로 남았다.
박지원이 20세 무렵에 쓴 글들로, 후에 나이가 들어서는 부끄러워하며 이 소설들을 모아 태워버리라고 자식들에게 명했다. 그러나 이미 너무 널리 퍼져 있어서 자식들이 다 수거할 수 없었으며, 지금까지 전해지게 되었다.